# CARO Autovermietung
Die CARO Autovermietung GmbH war ein Unternehmen zur  PKW- und LKW-Vermietung mit Hauptsitz in Bremen.

## Geschäftsfelder
CARO war ein in privater Hand befindliches Unternehmen zur Fahrzeugvermietung an Großkunden, gewerbliche und Privatkunden. CARO vermietete PKW, Transporter, LKW und Spezialfahrzeuge.

## Geschichte
Die CARO Autovermietung GmbH wurde im Juli 1998 von Stefan Peters gegründet, der seitdem das Unternehmen als Geschäftsführer leitete. Durch die Übernahmen der Firmen Pott GmbH Autovermietung, Hagen und der AKW Rent a Car, Fischbachtal und der gleichzeitigen Eröffnung weiterer Mietstationen zum 1. Oktober 2001 erfolgte der Beginn des Aufbaus eines bundesdeutschen Stationsnetzes. Am 9. Juli 2003 wurde das CARO Service Center (CSC) eröffnet, das zentrale Reservierungen entgegennimmt und diese an die Mietstationen weiterleitet. In das zentrale Flottenmanagement wurde eine Zentraldisposition des Fuhrparks integriert.
Am 1. Mai 2004 wurde mit Eröffnung in Berlin die 10. CARO Mietstation eröffnet. Zum 1. Februar 2010 erfolgte der Einstieg in das für CARO neue Geschäftsfeld Touristik. Zum Jahresbeginn 2012 begann eine enge Kooperation mit der onewaygo GmbH.
Seit Februar 2012 hatte die CARO Autovermietung sämtliche Prozesse rund um die Einsteuerung und Aussteuerung ihrer Fahrzeuge sowie das dazugehörige Dokumenten- und Schlüsselmanagement an den Dienstleister DAD ausgelagert.
Weitere Geschäftsführerin ab 1. Januar 2013 wurde Christine Meyer. CARO eröffnete Anfang 2014 Off-Airport Stationen in München/Freising und Frankfurt/Kelsterbach. Seit Beginn 2014 waren Fahrzeuge des US-Herstellers Tesla in den Fuhrpark von CARO integriert worden und wurden seitdem in einigen Großstädten in Deutschland angeboten.
Im Mai 2017 wurde CARO durch die Enterprise Autovermietung Deutschland B.V. & Co. KG erworben.

## Stationen
Die CARO Autovermietung unterhielt ein Netzwerk von ca. 50 Full-Service-Stationen sowie diverser weiterer über ganz Deutschland verteilter Auslieferungsstationen.